# Jean-Jacques Yemweni
Jean-Jacques Ngidi Yemweni (Kinshasa, 4 aprile 1976) è un ex calciatore della Repubblica Democratica del Congo, di ruolo attaccante.

## Carriera

### Club
Nel 1997, dopo aver militato allo Style du Congo, si è trasferito al Motema Pembe. Nel 2001 è passato all'Al-Hilal Omdurman. Nel 2002 ha militato nel Sion, squadra svizzera. Con il club svizzero ha debuttato il 6 marzo 2002, nella sfida di campionato Zurigo-Sion (2-1), subentrando a Nicolas Marazzi al minuto 65. Nel 2003 è stato acquistato dal TP Mazembe. Nel 2005 è passato al Sagrada Esperança. Nel 2006 è tornato al Motema Pembe. Nel 2010 è stato ingaggiato dal TC Elima, con cui ha concluso la propria carriera.

### Nazionale
Ha debuttato in Nazionale il 27 gennaio 2000, in Sudafrica-RD del Congo, subentrando a Mubama Kibwey al minuto 53. Ha messo a segno la sua prima rete con la maglia della Nazionale il 7 aprile 2000, in Gibuti-RD del Congo (1-1), siglando la rete del definitivo 1-1 al minuto 82. Ha messo a segno una tripletta il successivo 23 aprile, in RD del Congo-Gibuti (9-1). Ha partecipato, con la maglia della Nazionale, alla Coppa d'Africa 2000. Ha collezionato in totale, con la maglia della Nazionale, 13 presenze e 8 reti.

## Statistiche

### Cronologia presenze e reti in Nazionale
| Cronologia completa delle presenze e delle reti in nazionale ― RD del Congo | Cronologia completa delle presenze e delle reti in nazionale ― RD del Congo | Cronologia completa delle presenze e delle reti in nazionale ― RD del Congo | Cronologia completa delle presenze e delle reti in nazionale ― RD del Congo | Cronologia completa delle presenze e delle reti in nazionale ― RD del Congo | Cronologia completa delle presenze e delle reti in nazionale ― RD del Congo | Cronologia completa delle presenze e delle reti in nazionale ― RD del Congo | Cronologia completa delle presenze e delle reti in nazionale ― RD del Congo |
| Data                                                                        | Città                                                                       | In casa                                                                     | Risultato                                                                   | Ospiti                                                                      | Competizione                                                                | Reti                                                                        | Note                                                                        |
| --------------------------------------------------------------------------- | --------------------------------------------------------------------------- | --------------------------------------------------------------------------- | --------------------------------------------------------------------------- | --------------------------------------------------------------------------- | --------------------------------------------------------------------------- | --------------------------------------------------------------------------- | --------------------------------------------------------------------------- |
| 27-01-2000                                                                  | Kumasi                                                                      | Sudafrica                                                                   | 1 – 0                                                                       | RD del Congo                                                                | Coppa d'Africa 2000                                                         | -                                                                           | 53’                                                                         |
| 02-02-2000                                                                  | Accra                                                                       | Gabon                                                                       | 0 – 0                                                                       | Madagascar                                                                  | Coppa d'Africa 2000                                                         | -                                                                           | 72’                                                                         |
| 07-04-2000                                                                  | Gibuti                                                                      | Gibuti                                                                      | 1 – 1                                                                       | RD del Congo                                                                | Qual. Mondiali 2002                                                         | 1                                                                           | 82’                                                                         |
| 23-04-2000                                                                  | Kinshasa                                                                    | RD del Congo                                                                | 9 – 1                                                                       | Gibuti                                                                      | Qual. Mondiali 2002                                                         | 3                                                                           | 25’ 59’ 88’                                                                 |
| 17-06-2000                                                                  | Antananarivo                                                                | Madagascar                                                                  | 3 – 0                                                                       | RD del Congo                                                                | Qual. Mondiali 2002                                                         | -                                                                           |                                                                             |
| 02-07-2000                                                                  | Bangui                                                                      | Rep. Centrafricana                                                          | 1 – 1                                                                       | RD del Congo                                                                | Qual. Coppa d'Africa 2002                                                   | 1                                                                           | 12’                                                                         |
| 09-07-2000                                                                  | Kinshasa                                                                    | RD del Congo                                                                | 2 – 0                                                                       | Rep. del Congo                                                              | Qual. Mondiali 2002                                                         | 1                                                                           | 74’                                                                         |
| 16-07-2000                                                                  | Kinshasa                                                                    | RD del Congo                                                                | 2 – 0                                                                       | Rep. Centrafricana                                                          | Qual. Coppa d'Africa 2002                                                   | 1                                                                           | 6’                                                                          |
| 14-01-2001                                                                  | Kinshasa                                                                    | RD del Congo                                                                | 2 – 1                                                                       | Ghana                                                                       | Qual. Coppa d'Africa 2002                                                   | -                                                                           | 88’                                                                         |
| 28-05-2007                                                                  | Brazzaville                                                                 | Rep. del Congo                                                              | 2 – 1                                                                       | RD del Congo                                                                | Amichevole                                                                  | -                                                                           |                                                                             |
| 29-07-2007                                                                  | Antananarivo                                                                | Madagascar                                                                  | 0 – 0                                                                       | RD del Congo                                                                | Amichevole                                                                  | -                                                                           |                                                                             |
| 22-08-2007                                                                  | Kinshasa                                                                    | RD del Congo                                                                | 2 – 0                                                                       | Angola                                                                      | Amichevole                                                                  | 1                                                                           | 52’ 90’                                                                     |
| 08-09-2007                                                                  | Kinshasa                                                                    | RD del Congo                                                                | 1 – 1                                                                       | Libia                                                                       | Qual. Coppa d'Africa 2008                                                   | -                                                                           | 62’                                                                         |
| Totale                                                                      |                                                                             | Presenze                                                                    | 13                                                                          |                                                                             | Reti                                                                        | 8                                                                           |                                                                             |

## Palmarès

### Club

#### Competizioni nazionali
- Campionato congolese di calcio (Repubblica Democratica del Congo): 3

Motema Pembe: 1998, 1999, 2008
- Campionato angolano di calcio: 1

Sagrada Esperança: 2005
- Coppa della Repubblica Democratica del Congo: 2

Motema Pembe: 2006, 2009